# Boreray (Hébrides extérieures)
Pour les articles homonymes, voir Boreray.
Boreray, en gaélique écossais Boraraigh, est une petite île du Royaume-Uni située en Écosse, dans l'archipel des Hébrides extérieures, au nord de l'île de North Uist,. Aujourd'hui peuplée d'un seul habitant, l'île était autrefois habitée par de nombreuses familles qui vivaient du commerce du varech et de la laine des moutons qu'ils y élevaient.

## Géographie

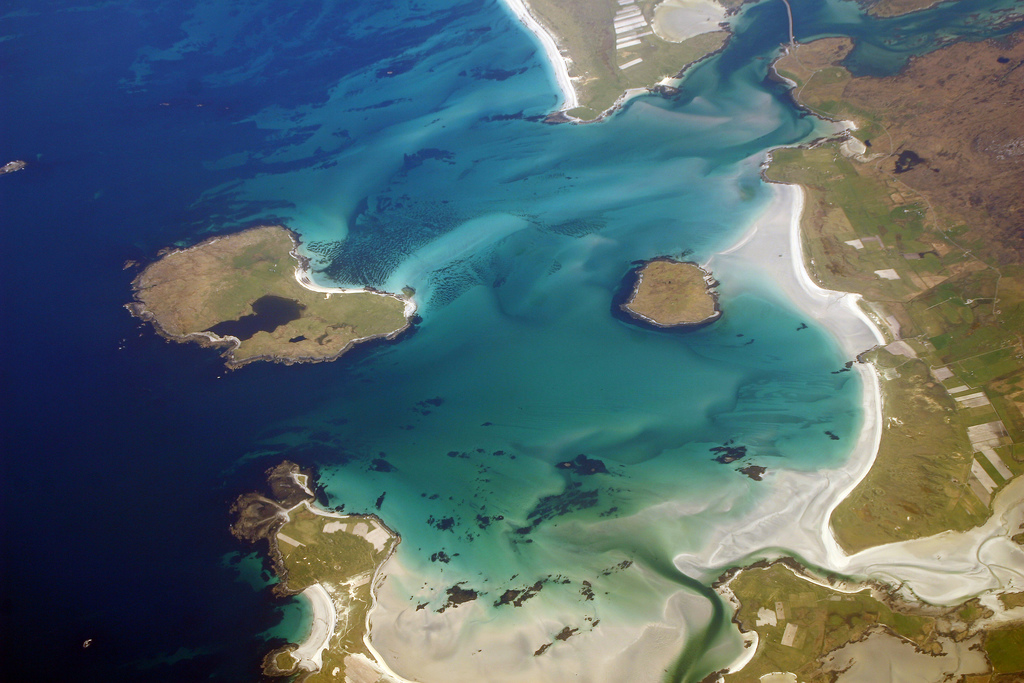
Vue aérienne de Boreray (à gauche) entourée par Berneray (en haut), Lingay (à droite), North Uist (à l'extrême droite et en bas), 2 mai 2007.

### Localisation
Boreray est une île ovale orientée nord-sud et située dans le Nord-Ouest de l'Écosse, entre l'île de North Uist située au sud et Harris située au nord-est,. Plus précisément, Boreray est entourée au nord par le récif de Spuir et l'île de Pabbay, à l'est par Berneray, au sud-est par Lingay et North Uist et au sud-ouest par la péninsule d'Àird a’ Mhòran, rattachée à North Uist, et à laquelle elle est séparée par le détroit d'a’ Mhòran (en écossais Caolas a’ Mhòran).

### Topographie
Les côtes de Boreray sont principalement rocheuses à l'exception d'une baie dans l'Est de l'île présentant des dunes et une plage de sable d'un kilomètre de longueur : Tràigh na Lùibe,. Cette côte dessine plusieurs caps dont le Rubha nan Cudaigean au Nord-Est, le Cleit Ruadh au Nord-Ouest, le Rubha Mhaide à l'Ouest, le Cro-dubhaig au Sud et l'An Corran au Sud-Est ainsi que quelques échancrures comme Caligeo au Nord-Est et Geirisgeodha au Nord-Ouest. Quelques récifs entourent l'île, principalement le long de la côte Nord-Ouest comme Bogha Mairi. La roche de l'île est principalement composée de gneiss gris et de dépôts de quartz présentant des aspects variables et qui ont servi à la construction des quelques infrastructures de l'île.
Le relief de Boreray est formé de deux hauteurs aux extrémités de l'île : au Nord se trouvent le Mullach Mòr qui, avec ses 56 mètres d'altitude, est le point culminant de l'île ainsi que le Beinn Bheag qui culmine à un peu plus de trente mètres d'altitude tandis qu'au Sud se trouve le Hoànan culminant à un peu plus de vingt mètres d'altitude. Entre ces deux reliefs se loge une dépression centrale dont la plus grande partie est occupée par un lac, le Loch Mòr, délimitant deux isthmes à l'Est et à l'Ouest,. Un autre petit lac, le Loch Beag, se trouve dans le Sud de l'île et avec un court ruisseau naissant sur les flancs Est du Mullach Mòr et coulant vers l'Est, ils constituent le seul réseau hydrographique de l'île.

### Climat
Le climat de l'île est océanique grâce aux eaux de la dérive nord atlantique qui adoucissent les températures et apportent de l'humidité atmosphérique à l'origine de précipitations et brouillard fréquents. L'île n'étant pas protégée des perturbations et du vent venant de la haute mer vers l'ouest, les conditions hivernales et les tempêtes permettent aux vagues de submerger temporairement l'isthme Ouest de l'île et d'atteindre le Loch Mòr.

### Faune et flore

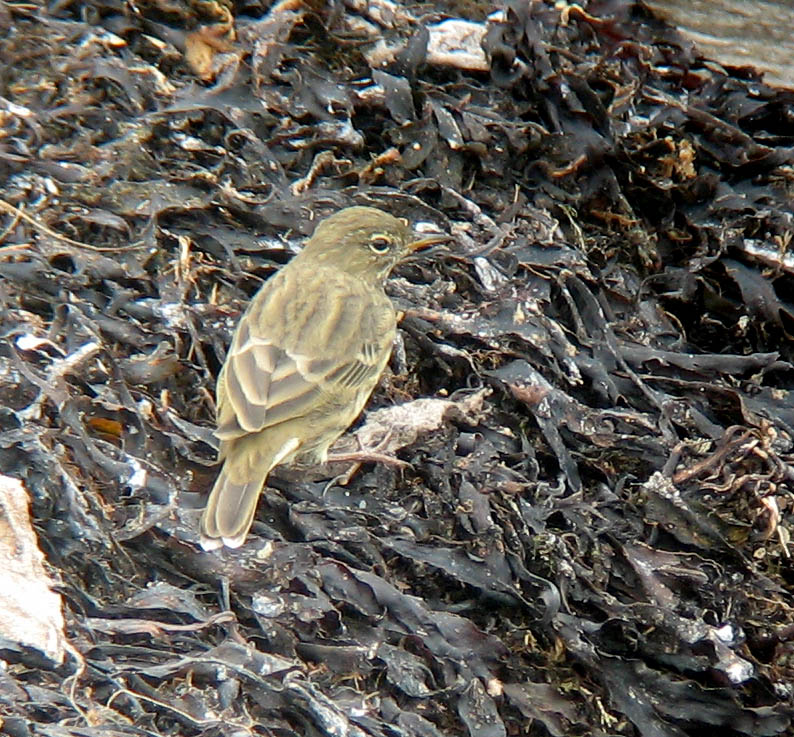
Pipit maritime sur du varech dans le Northumberland, 31 août 2005.

L'île est totalement dépourvue d'arbres, la seule végétation étant composée de prés, de machairs et de landes. En revanche, sa faune est très riche ce qui lui vaut d'être classée comme site d'intérêt scientifique spécial en faisant partie de la zone de protection spéciale des machairs et des îles de North Uist.
Les eaux de Boreray, de même que celles baignant les autres îles du détroit de Harris, sont peuplées de nombreux mammifères marins comme le grand dauphin, le globicéphale, le cachalot et plusieurs espèces de phoques. Les oiseaux, notamment marins, représentent quant à eux la faune la plus visible de Boreray. Pour la plupart, ces oiseaux y viennent hiverner ou se reproduire durant la période estivale. Les côtes regroupent des cormorans, des fulmars, des pigeons bisets, des pipits maritimes et des guillemots à miroir dans la gorge de Geirisgeodha, au Nord-Ouest de l'île, des pluviers, des huîtriers et des sternes sur les côtes Nord et Sud, des eiders dans la petite crique de Breivik au nord de la plage de Tràigh na Lùibe et des goélands se regroupent dans un champ de gros rochers au Nord-Est de Boreray. L'intérieur de l'île est peuplé de sturnidés et de pigeons biset dans les ruines de l'église, de fulmars dans les ruines des fermes mais aussi sur les dunes de Tràigh na Lùibe, de merles noirs, de rouge-gorges familiers, de troglodytinés et de bergeronnettes grises dans les champs. Des oies, canards pilets, canards siffleurs, hérons, cygnes tuberculés, chevaliers gambette, chevaliers aboyeurs et canards colverts occupent les rives du Loch Mòr ainsi que des espèces rares comme le phalarope à bec étroit sur les berges du Loch Beag dans le Sud de l'île. Enfin, dans le reste de l'île peuvent être rencontrés des bécassines, des alouettes des champs, des fous de Bassan, des aigles royaux et des pygargues à queue blanche.
Les animaux domestiques de Boreray sont représentés par des moutons des Hébrides qui permettent l'entretien des prés et machairs de l'île. Leur viande peu grasse est très prisée et leur laine brun foncé à grise est utilisée par un tailleur du Lancashire pour la confection de vêtements et de pelotes à tricoter.

### Constructions
Le seul bâtiment habité est situé dans le Nord-Est de l'île, à cent mètres de la plage de Tràigh na Lùibe. Restauré, il est disponible à location en été et dispose de toutes les commodités. Les autres constructions de l'île se trouvent principalement dans le Nord de l'île et sont toutes en ruines bien que certaines font l'objet d'une réhabilitation par l'unique habitant de l'île. Il s'agit pour la plupart de murs en pierre, de ruines de fermes, d'une chapelle et de puits, les cairns étant des constructions plus anciennes car datant du Néolithique,.

## Histoire

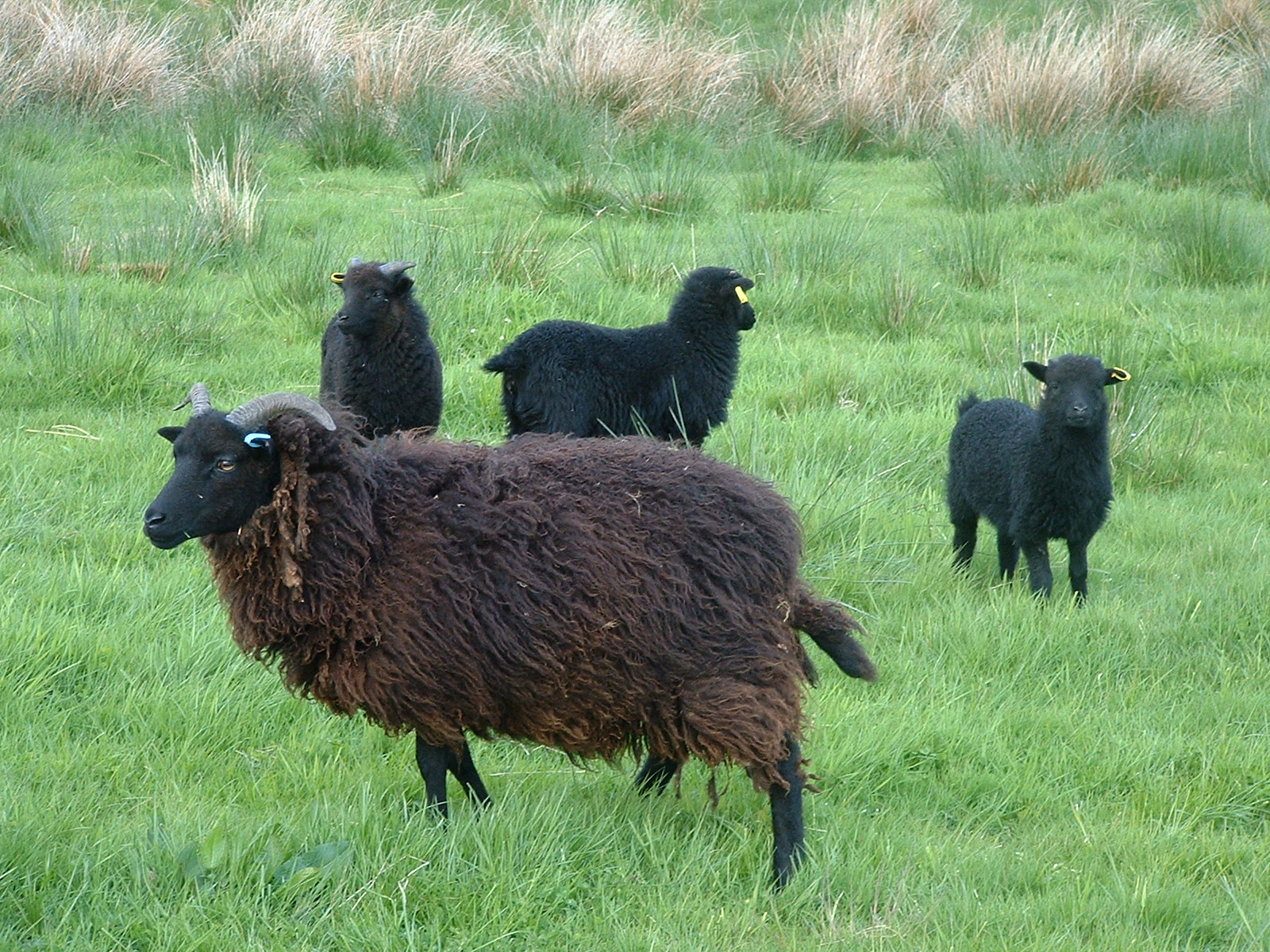
Moutons des Hébrides à Lochaber en Écosse, mai 2004.

### Première occupations
Boreray est habitée au moins depuis le Néolithique (environ 2 000 ans av. J.-C.) comme en témoignent des artéfacts et des tombes retrouvés dans les dunes de l'île ainsi que plusieurs menhirs repartis sur l'île et notamment le dolmen de Cailleacha Dubha qui constitue les restes d'un cairn.
Les Vikings, qui ont pris possession des Hébrides extérieures au cours du XIe siècle, perdent le contrôle de Boreray au XIIIe siècle. La christianisation de l'Écosse qui s'ensuit entraîne l'inhumation dans le cimetière de Cladh Manach des moines décédés au nord de l'île d'Eigg, ceux décédés au sud d'Eigg étant transportés sur Iona. Ces tombes en forme de petites buttes sont signalées avec une pierre creusée en leur centre placée à proximité.

### Propriété des MacLeans et déclin
Boreray passe au main du clan des MacLean d'Ardgour aux alentours de 1460. Ils tentent alors d'aménager l'île en y construisant des routes, des murs, des jetées ainsi qu'un système de drainage du Loch Mòr, infrastructures qui sont toujours visibles. L'île est toutefois peu habitée, la grande partie de la main-d'œuvre venant quotidiennement de North Uist. La majorité des ruines des fermes datent de l'époque où le dernier MacLean de Boreray quitte l'île aux alentours de 1810 ce qui provoque la division de l'île en une vingtaine de fermes avec l'augmentation rapide de la population qui atteint 181 habitants au recensement de 1841.
L'Église libre d'Écosse débute alors la construction d'une église et d'une école mais la surexploitation des terres et le déclin du commerce du varech provoque l'émigration progressive de la population jusqu'en 1925 lorsque le dernier habitant est évacué. Une famille descendant des MacLeans retourne s'y installer par la suite mais elle l'abandonne à nouveau à la mort Colin MacLean dans les années 1960.
L'île est actuellement utilisée comme lieu de pâturage pour des moutons de l'île voisine de Berneray à l'exception de la ferme de Jerry Cox, l'unique habitant de l'île installé en 1999 qui réhabilite les ruines.